# Ghiacciaio Roos
Il ghiacciaio Roos (in inglese Roos Glacier) è un ripido ghiacciaio situato sulla costa di Walgreen, nella parte orientale della Terra di Marie Byrd, in Antartide. Il ghiacciaio, il cui punto più alto si trova ad oltre 1.600 m s.l.m., fluisce verso nord-ovest discendendo il versante nord-occidentale del monte Murphy fino ad unire il proprio flusso a quello del ghiacciaio Pope. Lungo la parete settentrionale del ghiacciaio è presente un acuminato picco roccioso chiamato picco Buettner.

## Storia
Il ghiacciaio Roos è stato così battezzato dal Comitato consultivo dei nomi antartici in onore dell'oceanografo S. Edward Roos, membro delle prime due spedizioni antartiche comandate dal contrammiraglio Richard Evelyn Byrd, svolte nei periodi 1928-30 e 1933-35.